# Кинотавр 2020
31-й Кинотавр проходил в Сочи с  11 по 18 сентября 2020 года.
 

## Жюри
- Борис Хлебников, режиссёр — председатель
- Владимир Вдовиченков, актёр
- Оксана Фандера, актриса
- Нигина Сайфуллаева, режиссёр
- Екатерина Филиппова, продюсер
- Фёдор Лясс, оператор
- Дарья Златопольская, журналист

Жюри секции короткометражного кино возглавит Клим Шипенко.

## Официальная программа

### Основной конкурс
- «Город уснул», режиссёр Мария Игнатенко
- «Китобой», режиссёр Филипп Юрьев
- «Маша», режиссёр Анастасия Пальчикова
- «Человек из Подольска», режиссёр Семён Серзин
- «Вмешательство», режиссёр Ксения Зуева
- «Скажи ей», режиссёр Александр Молочников
- «Хандра», режиссёр Алексей Камынин
- «Кто-нибудь видел мою девчонку?», режиссёр Ангелина Никонова
- «Пугало», режиссёр Дмитрий Давыдов
- «Конференция», режиссёр Иван Иванович Твердовский
- «Глубже!», режиссёр Михаил Сегал
- «Доктор Лиза», режиссёр Оксана Карас
- «Трое», режиссёр Анна Меликян

### Короткий метр
- «#ЭТОНЕВАЖНО», режиссёр Резо Гигинеишвили
- Kljaksy, режиссёр Дмитрий Новиков
- One Mango, Please, режиссёр Надежда Михалкова
- «Бубен верхнего мира», режиссёр Сергей Годин
- «Был ли кофе», режиссёр Яна Сариади
- «Варя», режиссёр Ника Горбушина
- «Высотка», режиссёр Серафим Ореханов
- «Выходной», режиссёр Дмитрий Руженцев
- «Говорят», режиссёр Ника Яковлева
- «Доктор, позовите врача!», режиссёр Владислав Грайн
- «Жених. Невеста. Селёдка», режиссёр Дмитрий Ендальцев
- «Заявление», режиссёр Юлия Белая
- «Конец войны», режиссёр Сергей Рамз
- «Лови момент», режиссёр Алексей Сизов
- «Ортино урочище», режиссёр Антон Ермолин
- «Открой, это мама», режиссёр Нина Волова
- «Педофил», режиссёр Вера Пирогова
- «Первая кровь», режиссёр Андрей Грязев
- «Плохая дочь», режиссёр Светлана Сигалаева
- «Показалось», режиссёр Байбулат Батуллин
- «Последняя смена», режиссёр Кристина Лунинская
- «Праздник», режиссёр Наталия Кончаловская
- «Прыжок», режиссёр Карина Чувикова
- «Рождение трагедии из звуков и музыки», режиссёр Раиля Каримова
- «Роман», режиссёр Юрий Хмельницкий
- «Рыба», режиссёр Виталий Уйманов
- «Сера», режиссёр Лана Влади
- «Сплендоре», режиссёр Денис Виленкин
- «Суп», режиссёр Инга Сухорукова
- «Чистая», режиссёр Елена Кондратьева
- «Я люблю Еву», режиссёр Кристина Манжула

### Фильм открытия
- «Нос, или Заговор не таких», режиссёр Андрей Хржановский[2]

### Фильм закрытия
- «Дорогие товарищи!», режиссёр Андрей Кончаловский

## Призёры
- Главный приз: «Пугало», режиссёр Дмитрий Давыдов
- Приз за лучшую режиссуру: Филипп Юрьев — «Китобой»
- Приз за лучшую женскую роль: Валентина Романова-Чыскыырай — «Пугало»
- Приз за лучшую мужскую роль: Владимир Онохов — «Китобой»
- Приз за лучшую операторскую работу: Николай Желудович — «Трое»
- Приз им. Г. Горина «За лучший сценарий»: Иван Твердовский — «Конференция»
- Приз им. М. Таривердиева «За лучшую музыку к фильму»: группа OQJAV — «Человек из Подольска»
- Приз конкурса «Кинотавр. Дебют»: «Маша» — реж. Анастасия Пальчикова
- Приз Гильдии киноведов и кинокритиков: «Пугало»
- Приз «за юмор, гражданскую смелость и любовь к зрителям»: «Глубже!» — реж. Михаил Сегал
- Приз зрительских симпатий:«Доктор Лиза» — реж. Оксана Карас
- Гран-при «Кинотавр. Короткий метр»: «Сера» — реж. Лана Влади